# Manuel Sanchís Hontiyuelo
Manuel Sanchís Hontiyuelo (ur. 23 maja 1965 w Madrycie) – hiszpański piłkarz, 48-krotny reprezentant kraju. Były obrońca Realu Madryt, w którym spędził całą karierę zawodniczą.
Kontynuował tradycje rodzinne, gdyż jego ojciec, Manuel Sanchís Martínez, również przywdziewał koszulkę Los Blancos. W pierwszej drużynie zadebiutował za kadencji Alfredo Di Stéfano, który dał mu szansę debiutu w rundzie jesiennej sezonu 1983/84. Młodziutki, osiemnastoletni defensor już wtedy spisywał się na tyle dobrze, że w swoim pierwszym sezonie zagrał w osiemnastu spotkaniach. Manolo w dalszym okresie swojej kariery był już podstawowym i kluczowym graczem, stanowił o sile drużyny nazywanej popularnie Quinta del Buitre, która zdominowała rozgrywki ligowe w latach osiemdziesiątych. Od roku, w którym debiutował, do oficjalnego zakończenia kariery w 2001, w barwach Królewskich zaliczył 524 spotkania ligowe (rekordowa liczba występów która przekroczona została przez innego wychowanka Realu - Raúla) 193 w najróżniejszych pucharach (krajowych i europejskich).
Jest najbardziej (z wyjątkiem Francisco Gento) utytułowanym graczem w historii klubu z Santiago Bernabéu. Wraz z kolegami, ośmiokrotnie sięgał po zwycięstwo w Primera División (1986, 1987, 1988, 1989, 1990, 1995, 1997 i 2001), po dwa razy cieszył się z triumfu w Lidze Mistrzów (1998 i 2000), Pucharze UEFA (1985 i 1986), Copa del Rey (1989 i 1993), raz drużyna, w której grał sięgnęła po Puchar Interkontynentalny (rok 1998).
Wystąpił w szesnastu meczach młodzieżówki oraz czterdziestu ośmiu La Selección. Znalazł się w kadrze Muñoza i Suáreza na kolejno: EURO w Niemczech oraz mundial we Włoszech. Ostatnie, pożegnalne jak się okazało, spotkanie w reprezentacji rozegrał 11 marca 1992 przeciw Stanom Zjednoczonym.